# Vred, Nord
Vred är en kommun i departementet Nord i regionen Hauts-de-France i norra Frankrike. Kommunen ligger i kantonen Marchiennes som tillhör arrondissementet Douai. År 2022 hade Vred 1 311 invånare.

## Befolkningsutveckling
Antalet invånare i kommunen Vred
| Referens: INSEE |